# Ояпок (річка)
Ояпо́к, Ояпо́кі (фр. Oyapock [wɑjapɔk], порт. Oiapoque [ɔjɐˈpɔki]) — прикордонна річка між Французькою Гвіаною та бразильським штатом Амапа .

## Історія
Витік, виявлений в 1878-1879 роках французьким мандрівником Ж. Н. Крево , розташований на території гірського хребта Тумук-Умак . Протікає в північно-східному напрямку по малонаселеній місцевості, в основному покритій недоторканими вологими тропічними лісами . Довжина - 500 км . Впадає в Атлантичний океан поблизу мису Оранж  .
У районі гирла річки розташовані порти Сен-Жорж-де-л'Ояпок (Французька Гвіана), Ояпокі та Понта-дус-Індіос (Бразилія) .
У 1604 році на річці капітан військово-морського флоту Британської імперії Чарльз Лі зробив спробу заснування першої в Гвіані колонії, що закінчилася невдачею . У 1668 році між Французькою Гвіаною та Бразилією була встановлена межа, що проходила по річці Мароні . Згідно з тимчасовим французько-португальським договором, підписаним 4 березня 1700 року була проведена нейтралізація зони між Ояпокі і Амазонкою . Однак в результаті укладення в 1713 році Утрехтського мирного договору Франція повернула Португалії втрачені останньою території, зберігши за собою незначні володіння .